# Список глав манґи «Наруто» (II частина)

## Список розділів
Для томів, ще не випущених українськими видавництвами, даний дослівний переклад оригінальної назви.

### Томи 63-65
| Персонажі на обкладинці: Наруто Узумакі, Какаші Хатаке, Обіто Учіха Розділи: - 598. На шматочки! (яп. 粉砕, Фунсай!) - 599. Учіха Обіто (яп. うちは ・オビト, Учіха Обіто) - 600. Як все дійшло до цього? (яп. なぜ今まで, Надзе іма маде) - 601. Обіто і Мадара (яп. オビトとマダラ, Обіто то Мадара) - 602. Живий (яп. 生きている, Ікіте іру) - 603. Реабілітація (яп. リハビリ, Ріхабірі) - 604. Возз'єднання, і потім... (яп. 再会、そして, Сайкай, сосіте) - 605. Пекло (яп. 地獄, Джигоку) - 606. Світ мрії (яп. 夢の世界, Юме-но секай) - 607. Мені плювати (яп. どうでもいいんだよ, До:демо і:нда йо) |

| Персонажі на обкладинці: Наруто Узумакі, Неджі Х'юґа, Хіната Х'юґа, Десятихвостий, група шинобі Об'єднаної Армії Розділи: - 608. Рішення Какаші! (яп. カカシの決意, Какаші-но кецуй) - 609. Кінець (яп. 終わり, Оварі) - 610. Десятихвостий (яп. 十尾, Джу:бі) - 611. Прибуття (яп. 到着, То:чаку) - 612. Техніка Альянсу шинобі! (яп. 忍連合軍の術, Шинобі ренґо:ґун-но джицу) - 613. Мозковий центр (яп. 頭, Атама) - 614. Заради тебе (яп. お前に, Омае ні) - 615. Непорушний зв'язок (яп. 繋がれるもの, Цунаґареру моно) - 616. Танець шинобі (яп. 忍び舞う者たち, Шинобімау моно-тачі) - 617. Танець шинобі 2 (яп. 忍び舞う者たち其ノ弐, Шинобімау моно-тачі — шоно ні) |

| Персонажі на обкладинці: Саске Учіха, Мадара Учіха, Хаширама Сенджу, Тобірама Сенджу, Хірузен Сарутобі, Мінато Намікадзе Розділи: - 618. Ті, хто знають все (яп. 全てを知る者たち, Субетевошіру моно-тачі) - 619. Проклятий клан (яп. 悪に憑かれた一族, Аку ні цукарета ічізоку) - 620. Хаширама Сенджу (яп. 千手柱間, Сенджу Хаширама) - 621. Хаширама і Мадара (яп. 柱間とマダラ, Хаширама то Мадара) - 622. Досягнувши іншої сторони (яп. 届いた, Тодоіта) - 623. Погляд (яп. 一望, Ітібо:) - 624. Нічія (яп. 相子, Айко) - 625. Реальна мрія (яп. 本当の夢, Хонто:-но юме) - 626. Хаширама і Мадара 2 (яп. 柱間とマダラ其ノ弐, Хаширама то Мадара — шоно ні) - 627. Відповідь Саске (яп. サスケの答, Саске-но котае) |

| Ще не опубліковані розділи манґи у складі тому |
| Глави: - 628. Тут і зараз (яп. 今この場で, Іма коно ба-де) - 629. Бездонна прірва (яп. 風穴, Кадзаана) - 630. Те, що заповнює порожнечу (яп. 穴を埋めることができるか, Ана о умеру кото га декіру ка) - 631. Команда № 7 (яп. 第七班, Дайнанахан) - 632. Б'ємося пліч-о-пліч (яп. 共闘, К'йото) - 633. Вперед! (яп. 前へ, Мае е!) - 634. Нове тріо (яп. 新たなる三竦み, Аратанару сансукумі) - 635. Новий вітер (яп. 新しい風, Атарашій кадзе) - 636. Нинішній Обіто (яп. 今のオビトを, Іма но Обіто о) - 637. Джінчурікі Десятихвостого (яп. 十尾の人柱力, Джу:бі но Джінчу:рікі) - 638. Джінчурікі Десятихвостого: Обіто (яп. 十尾の人柱力・オビト, Джу:бі но Джінчу:рікі: Обіто) - 639. Напад (яп. 襲, Osō) - 640. Нарешті! (яп. やっとだよ, Yatto da yo!) - 641. Головний козир Десятихвостий повністю виходить з-під контролю Обіто й Мадари та завдає сильного удару по полю бою. Обіто переносить себе та Какаші в світ Камуі. Там Обіто розповідає про те, що знає правду про смерть Рін. Шинобі селища Туману забрали її до себе, запечатали в неї Трьохвостого та спеціально дозволили Какаші врятувати її, щоб в Коносі біджу вирвався. Вирішивши захистити селище, Рін спеціально підставляє себе під удар Райкірі Какаші. Обіто й Какаші сперечаються, що добре для шинобі. Тим часом, на полі битви з'являються воскрешені Хокаґе, які одразу ловлять його в бар'єр. За ними з'являється Саске з Джуґо та заявляє, що хоче захистити Коноху та стати Хокаґе. Хаширама робить дірки в бар'єрі, щоб шинобі Альянсу змогли атакувати Джубі, але, натомість, Десятихвостий випускає крізь ці діри, щось подібне до клонів. Наруто, Саске й Сакура викликають Ґамакічі, змію Аоду та Кацую. Сакура пробуджує печать Б'якуґоу, Кацую починає лікувати шинобі Альянсу. Наруто й Саске, об'єднавши зусилля, наносять Джубі серйозну рану. Тим часом, Орочімару, Суйґецу й Карін прибувають до поля битви п'ятьох Каґе з Мадарою. Кацую старається вилікувати їх, але більшість сил йдуть на те, щоб вилікувати шинобі Альянсу. Карін дає змогу Цунаде вкусити та виліковує її, потім вдається оздоровити інших Каґе. Всі разом вони відправляються на поле битви. В іншому вимірі, Какаші та Обіто продовжують смертельну битву, і переможцем з неї виходить Какаші. Знаходячись на межі життя та смерті, Обіто тікає із свого виміру, та потрапляє під контроль Мадари. Той збирається принести в жертву тіло Обіто для того, щоб воскресити себе за допомогою техіки реінкарнації небесного життя. Обіто вдається вирватись з-під контролю Мадари, і при цьому, поглинувши всю силу Джубі. На даний момент він перебуває на передостанній стадії Джінчурікі, але згодом він повністю підкорює собі Десятихвостого. |